# 포템킨 마을
포템킨 마을(러시아어: потёмкинские деревни, 로마자 표기: potyomkinskiye derevni)은 정치학와 경제학에서 상황에 대한 외부 외관을 제공하고 사람들이 상황이 그것보다 낫다고 믿게 만드는 것이 목적인 건축물(문자적 또는 비유적)이다. 이 용어는 야전 사령관이자 예카테리나 2세 황후의 전 애인인 그리고리 포템킨이 1787년 크리미아로 여행하는 동안 황후에게 깊은 인상을 주기 위해 지은 가짜 이동식 마을에 대한 이야기에서 유래되었다. 현대 역사가들은 이 이동식 마을에 대한 설명이 과장되었다는 데 동의한다. 원래 이야기는 포템킨이 러시아 황후와 외국 손님들에게 깊은 인상을 주기 위해 드니프로강둑을 따라 가짜 이동식 정착지를 세웠다는 것이다. 구조물은 그녀가 지나간 후에 분해되고, 다시 볼 수 있도록 경로를 따라 더 멀리 재조립된다.

## 같이 보기
- 디즈니화
- 트루먼 쇼
- 노보로시야
- 기정동